# Matthew Finley
Matthew "Mdot" Finley, geboren als Matthew Anthony Finley (Dayton (Ohio), 12 juli 1987), is een Amerikaans acteur en singer-songwriter.

## Biografie
Finley werd geboren als enig kind van Anthony Finley en Rhonda Charmaine Allen. Hij studeerde aan het Berklee College of Music in Boston. In 2010 speelde hij voor het eerst een hoofdrol, in de film Camp Rock 2: The Final Jam. Hij verscheen tevens als zanger op de soundtrack van deze film.